# Руайе, Жозеф-Никола-Панкрас
Жозеф-Никола-Панкрас Руайе́, Панкрас Руайе (фр. Joseph-Nicolas-Pancrace Royer; 1705, Турин — 11 января 1755, Париж) — французский композитор и клавесинист
.

## Биография
Родился в Турине. В 1725 году Руайе приехал в Париж. В 1734 году стал «maître de musique des enfants de France», ответственным за музыкальное образование детей короля Людовика XV. С 1748 года вплоть до своей смерти был одним из руководителей парижских духовных концертов. Вместе со скрипачом Жаном-Жозефом де Мондонвилем Ройе руководил «Духовными концертами», начиная с 1748 года. В 1753 году он получил престижную должность музыкального руководителя Chambre du Roi (королевской палаты) и в том же году был назначен директором оркестра Королевской оперы. Он умер в Париже в 1755 году в возрасте 51 года.

## Сочинения
Ройе особенно известен своей часто экстравагантной и виртуозной музыкой для клавесина, особенно «La Marche des Scythes», которым завершается его первая книга пьес для клавесина.

### Оперы
| Title                              | Genre              | Subdivisions        | Libretto                             | Première date                                                 | Place, theatre                     |
| ---------------------------------- | ------------------ | ------------------- | ------------------------------------ | ------------------------------------------------------------- | ---------------------------------- |
| Le fâcheux veuvage (contributions) | опера комик        | 3 acts              | Алексис Пирон                        | Сент. 1725                                                    | Париж, Фуар Сен-Жермен             |
| Crédit est mort (contributions)    | опера комик        | 1 act               | Алексис Пирон                        | Фев. 1726                                                     | Париж, Фуар Сен-Жермен             |
| Pyrrhus                            | tragédie lyrique   | prologue and 5 acts | Фермельхейс                          | 26 окт. 1730                                                  | Париж, Королевская академия музыки |
| Zaïde, reine de Grenade            | ballet héroïque    | prologue and 3 acts | Аббат де ла Марр                     | 5 сент. 1739                                                  | Париж, Opéra                       |
| Le pouvoir de l'Amour              | ballet héroïque    | prologue and 3 acts | Шарль-Югэ Ле Февр де Сен-Марк        | 23 апр. 1743                                                  | Paris, Académie Royale de Musique  |
| Prométhée et Pandore               | трагедия           | 5 acts              | Вольтер                              | составлено 1744–1754 гг., частная репетиция 5 октября 1752 г. | Париж                              |
| Almasis                            | балетный номер     | 1 act               | Франсуа-Огюстен де Паради де Монкриф | 26 фев. 1748                                                  | Версаль                            |
| Myrtil et Zélie                    | pastorale-héroïque | пролог и 1 акт      |                                      | 20 June 1750                                                  | Версаль                            |

### Другие работы

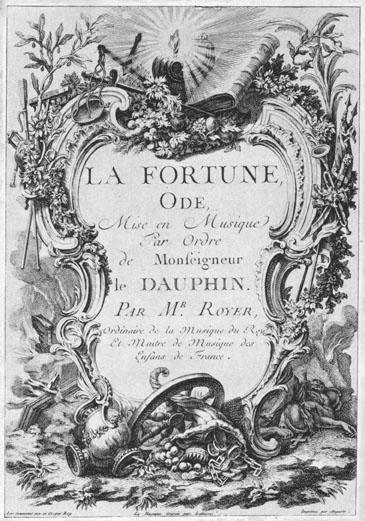
Фронтиспис Оды Удаче (Ode à la fortune), 1747

- 1746: Premier livre de pièces de clavecin (1746)

1. La Majestueuse, courante
2. La Zaïde, rondeau (Tendrement)
3. Les Matelots (Modérément)
4. Premier et deuxième tambourins, suite des Matelots
5. L'Incertaine (Marqué)
6. L'Aimable (Gracieux)
7. La Bagatelle
8. Suitte de la Bagatelle
9. La Rémouleuse, rondeau (Modérément)
10. Les tendre Sentiments, rondeau
11. Le Vertigo, rondeau (Modérément)
12. Allemande
13. La Sensible, rondeau
14. La marche des Scythes (Fièrement)

- La chasse de Zaïde (1739)
- 1746: Ode à la fortune, автор текста Жана-Батиста Руссо, (первое исполнение 25 декабря 1746 г., Concert Spirituel)
- 1751: Venite exultemus, мотет (первое исполнение 18 декабря 1751 г., Concert Spirituel)

## Записи
- Vertigo - Жан Рондо (клавесин), сборник пьес для клавесина из первой книги Ройера и его современника композитора-клавесиниста Жан-Филиппа Рамо, 2016 г.
- Complete Harpsichord Music – Яго Махуго (клавесин), OnClassical (OC67B), лицензия на Brilliant Classics (BC 94479), 2013 г.
- Pièces de Clavecin – Уильям Кристи (клавесин), Harmonia Mundi France (HM1901037), запись 1979 г., выпуск компакт-диска 1992 г.
- Ode de la Fortune (Ода Фортуны) 1746, Гийом Дюран (певец), Алмазис-Яковос Паппас, реж. Яковос Паппас, Жан-Батист Руссо - Poésies mises en musique.MAG 358.427, 2020).